# Mark A
Mark A, punog imena Medium Mark A Whippet je bio srednji tenk Britanskog Carstva (današnje Ujedinjeno Kraljevstvo) tijekom Prvog svjetskog rata. Do kraja rata je dovršeno 200 primjeraka.

## Povijest razvoja
Prototip tenka Mark A je osmislio Sir William Tritton u studenom 1916. kako bi zadovoljio potrebe ureda za rat za lakšim i bržim tenkom s većom mogućnošću udruženog djelovanja uz pješaštvo od standardnih teških tenkova. Trittonov laki stroj ili "Tritton Chaser" kako je bio nazivan je dovršen početkom veljače 1917. godine. Pokretala su ga dva Tylor motora svaki snage 45 KS. Svaki je pokretao po jednu gusjenicu. Upravljačke osovine su mogle biti učvršćene zajedno za kretanje ravno i pokretane čime se omogućilo zatvaranje prijenosa s jednog motora na drugi kako bi se tenkom moglo skretati. Za upravljanje ovako osmišljenim sustavom je bila potrebna dobra vještina vozača.
Tenk nazvan Medium Mark A koji je ušao u serijsku proizvodnju je bio vrlo sličan konceptu Tritton Chaser. Za razliku od prototipa, pojednostavljena je proizvodnja tako što se umjesto rotirajuće kupole ugrađivala fiksirana naoružana s četiri Hotchkiss strojnice, dok je na prototip bila ugrađena jedna Lewis strojnica. Spremnik goriva je smješten sprijeda u oklopni spremnik. Maksimalna debljina oklopa sprijeda je povećana na 14 mm, kao i na teškim tenkovima Mark. U ožujku 1918. Medium A ili "Whippets" kako su obično bili znani su ušli prvi puta u borbu kod Colincampsa, gdje su držali dvije njemačke pješačke bojne i zatvarali rupe na prvoj crti bojišnice. Osam tenkova Mark A je pružalo podršku britanskim snagama između Monse i Maubeuge 5. studenog 1918. i pokazalo se da je to bila zadnja operacija ovih tenkova u Prvom svjetskom ratu.
Medium Mark A kao i ostali britanski tenkovi u Prvom svjetskom ratu su imali neovješene gusjenice, ali jedan tenk je izmijenjen s pogonskim kotačima koji su bili na lisnatim oprugama. Projekt je vodio poručnik P. Johnson u središnjoj tenkovskoj radionici u Francuskoj. Kada je u isti tenk kasnije ugrađen 360 KS snažan Rolls-Royce Eagle motor umjesto dva Tylor motora, tenk je na testiranju postigao brzinu od 48 km/h (30 mph).

### Zajednički poslužitelj
|  | Zajednički poslužitelj ima stranicu o temi Mk A Whippet             |
|  | Zajednički poslužitelj ima još gradiva o temi Medium Mark A Whippet |